# Mary White Ovington
Mary White Ovington (1865-1951) era una sufragista, socialista, unitarista, periodista estadounidense y cofundadora de la NAACP.

## Biografía
Mary White Ovington nació el 11 de abril de 1865 en Brooklyn, Nueva York. Sus padres, miembros de la Iglesia Unitarista eran partidarios de los derechos de la mujer estuvieron implicados en el movimiento abolicionista. Educada en Packer Collegiate Institute y Radcliffe College, Ovington llegó a estar implicada en la campaña por los derechos humanos en 1890 después de escuchar en un discurso a Frederick Douglass en una iglesia de Brooklyn.
En 1895 ayudó a fundar el Greenpoint Settlement en Brooklyn. Fue designada jefa del proyecto al año siguiente, Ovington continuó hasta 1904 cuando la designaron compañera del Greenwich House Committee on Social Investigations. Durante los cinco años siguientes estudió los problemas de empleo y vivienda en el Manhattan negro. Durante su investigación conoció a William Du Bois, un afroamericano de la Universidad de Harvard, y fue presentada a los fundadores del Niagara Movement. 
Influenciada por las ideas de William Morris, Ovington se unió al Partido Socialista de Estados Unidos en 1905, donde conoció gente como Jack London, quién sostuvo que los problemas raciales eran tanto como un problema de clases como de raza. Escribió para periódicos radicales como The Masses, New York Evening Post, y New York Call.
El 3 de septiembre de 1908 leyó un artículo escrito por el socialista William English Walling titulado "Race War in the North" (Guerra racial en el norte)  en The Independent.  Walling describió una violencia racial masiva en Estados Unidos dirigida hacía residentes afroamericanos en Springfield, Illinois lo que produjo 7 muertes, 40 casas y 24 negocios destruidos, y 107 acusaciones contra los alborotadores. Walling terminó su artículo haciendo un llamamiento para que los ciudadanos se uniesen y fuesen para ayudar a los negros, Ovington respondió al artículo escribiendo a Walling y se reunieron en el apartamento de este en Nueva York junto con el trabajador social Dr. Henry Moskowitz. El grupo decidió lanzar una campaña para realizar una conferencia de derechos humanos y políticos de los afroamericanos en el centenario del cumpleaños de Abraham Lincoln el 12 de febrero de 1909. Mucha gente respondió al llamamiento, esto llevó a la creación eventual del National Negro Committee y el 31 de mayo y el 1 de junio de 1909 se celebró la primera reunión en Nueva York.  Alrededor de mayo de 1910 ayudantes y el National Negro Committee en su segunda conferencia, creó un cuerpo permanente conocido como National Association for the Advancement of Colored People (NAACP) donde Ovington fue designada como secretaria ejecutiva. Entre sus miembros se encontraban Jane Addams, William Du Bois, John Dewey y Ida B. Wells entre otros.  
Al siguiente año Ovington acudió al Universal Races Congress (Congreso Internacional de Razas) en la ciudad de Londres, Reino Unido. Ovington seguía luchando de manera activa en el sufragio femenino y pacifista y se oponía a la participación de Estados Unidos en la I Guerra Mundial. Después de la guerra, Ovington sirvió a la NAACP como secretaria ejecutiva y presidenta. La asociación luchó en una larga batalla judicial contra la segregación y la discriminación racial en vivienda, educación, empleo, voto y transporte. Apelaron al Tribunal Supremo de Estados Unidos de que algunas leyes aprobadas por estados del sur eran inconstitucionales. Entre 1915 y 1923 ganaron tres importantes juicios referidos al derecho al voto y vivienda.
Ovington escribió numerosos libros y artículos, incluido un estudio del Manhattan negro, "Half a Man" (1911), "Status of the Negro in the United States" (1913), "Socialism and the Feminist Movement" (1914), una antología para niños y niñas afroamericanos, "The Upward Path" (1919), relatos biográficos de afroamericanos prominentes, "Portraits in Color"(1927), una autobiografía, "Reminiscenes" (1932) y la historia de la NAACP, "The Walls Come Tumbling Down" (1947).
En 1947 Ovington se retiró del consejo de administración de la NAACP terminando así con 38 años de servicio a la asociación. Falleció el 15 de julio de 1951 a la edad de 86 años. A la escuela secundaria (I.S.30 Middle School) en Brooklyn, Nueva York donde ella asistió y a la que le pusieron su nombre.